# Gangara (Zinder)
Gangara est une localité et une commune rurale du Niger, département de Tanout, région de Zinder.

## Géographie
La localité de Gangara est située à 71 km au sud-ouest du chef-lieu départemental Tanout.
|                        | Tarka    | Tanout           |
| Tarka                  | Gangara  | Olléléwa         |
| El Allassane Maïreyrey | Ourafane | Tirmini, Falenko |

## Histoire
La commune rurale de Gangara instaurée en 2002, est issue du canton de Gangara fondé en 1915. Depuis 2011, le poste administratif de Takeita ainsi que la commune de Tirmini sont séparés du département de Mirriah et intégrés au département de Takeita.

## Population
Lors du recensement général de 2012, la population communale est relevée à 112 967 habitants, dont 1 932 habitants pour la localité principale.

## Localités
La commune s'étend sur 161 villages, 511 hameaux, 9 camps et 16 points d'eau à l'ouest du département de Tanout.

## Services et infrastructures
- Centre de Santé Intégré (CSI) à Gangara, Dan Barko, Gagaoua, Gouagourzo, Gourbobo, Samia et Yagagi[5].
- Collège d'enseignement général (CEG) à Gangara.
- Centre de formation des métiers (CFM) à Gangara.